# 江戸崎監物
江戸崎 監物（えどさき けんもつ）は、戦国時代から安土桃山時代にかけての武将。実名は不明。小田氏の家臣。常陸国上条城主。諱は不明。

## 略歴
家臣に桂左衛門らがいた。天正2年（1574年）、小田氏から佐竹氏側に寝返った。
翌年、木原城攻めで城主の近藤氏を滅ぼしたが、逆に江戸崎城主・土岐氏の将の諸岡逸羽に上条城を攻められ、自刃した。